# Ворик (селище, Нью-Йорк)
Ворик (англ. Warwick) — селище (англ. village) в США, в окрузі Орандж штату Нью-Йорк. Населення — 6652 особи (2020).

## Географія
Ворик розташований за координатами 41°15′19″ пн. ш. 74°21′17″ зх. д. / 41.25528° пн. ш. 74.35472° зх. д. (41.255244, -74.354722).  За даними Бюро перепису населення США в 2010 році селище мало площу 6,27 км², з яких 6,26 км² — суходіл та 0,01 км² — водойми.

## Демографія
Згідно з переписом 2010 року, у селищі мешкала 6731 особа в 2896 домогосподарствах у складі 1740 родин. Густота населення становила 1074 особи/км².  Було 3055 помешкань (487/км²).
Расовий склад населення:
| - 91,5 % — білих - 2,9 % — чорних або афроамериканців - 1,2 % — азіатів - 0,2 % — корінних американців - 2,2 % — осіб інших рас |

До двох чи більше рас належало 2,0 %. Частка іспаномовних становила 9,1 % від усіх жителів.
За віковим діапазоном населення розподілялося таким чином: 20,8 % — особи молодші 18 років, 57,4 % — особи у віці 18—64 років, 21,8 % — особи у віці 65 років та старші. Медіана віку мешканця становила 46,2 року. На 100 осіб жіночої статі у селищі припадало 82,8 чоловіків;  на 100 жінок у віці від 18 років та старших — 77,4 чоловіків також старших 18 років.
Середній дохід на одне домашнє господарство  становив 82 003 долари США (медіана — 66 987), а середній дохід на одну сім'ю — 100 507 доларів (медіана — 93 510). За межею бідності перебувало 6,7 % осіб, у тому числі 10,8 % дітей у віці до 18 років та 8,1 % осіб у віці 65 років та старших.
Цивільне працевлаштоване населення становило 2972 особи. Основні галузі зайнятості: освіта, охорона здоров'я та соціальна допомога — 26,0 %, роздрібна торгівля — 21,7 %, будівництво — 7,1 %, публічна адміністрація — 6,5 %.